# Эспиналь, Бетсабе
Бетсабе Эспиналь (исп. Betsabé Espinal; 25 сентября 1896, Бельо, Колумбия — 16 ноября 1932, Медельин), ошибочно известная как Бетсабе Эспиноса — колумбийская активистка борьбы за права трудящихся, возглавившая рабочую забастовку 1920 года на фабрике тканей в городе Бельо. Считается, что эта стачка — первая в истории Колумбии, во главе которой стояли женщины, — существенно повлияла на права работниц.
О её жизни до и после забастовки мало что известно. В её честь была названа школа в Барранкилье (Колумбия) IED Betsabé Espinosa.

## Забастовка 1920 года
Забастовка в Бельо 1920 года была первой стачкой в Колумбии, которая была официально признана huelga («забастовкой» — в отличие от слова paro, использованного в предыдущих случаях забастовочной борьбы). До забастовки на фабрике использовался детский труд девочек в возрасте от восьми лет, а обычный рабочий день составлял более 12 часов; к тому же, женщин заставляли работать босиком. Протестуя против таких условий труда, более 400 ткачих под началом Эспиналь прекратили работать.
Забастовка длилась с 12 февраля по 4 марта и закончилась, когда владелец фабрики пошёл на уступки, согласившись на повышение зарплаты на 40 %, исключение мастеров-мужчин, обвиняемых в сексуальных домогательствах к работницам, и введение девятичасового рабочего дня. Приходской священник Бельо и архиепископ Медельинский выступили посредниками в заключении трудового соглашения.
Вместе с тем, по итогу забастовки владелец фабрики по производству тканей Эмилио Рестрепо Кальехас уволил несколько сотрудниц, в том числе Бетсабе.
Во время забастовки несколько либеральных и социалистических газет много писали об Эспиналь и брали у неё интервью, превратив её в символическую фигуру женщин-работниц.

## После забастовки
В 1929 году, следуя примеру Бельо, 186 работниц фабрики Роселлон в Энвигадо объявили забастовку, требуя повышения заработной платы и отстранения некоторых особо жестоких представителей администрации.
После забастовки в Бельо Эспиналь перебралась в Медельин в поисках работы. Она умерла в 36 лет от случайного удара током.